# 윌리엄 머너
윌리엄 머너(William Moerner, 1953년 6월 24일 ~ )는 미국의 물리화학자이다. 2014년에 "초 고해상도 형광 현미경 개발"이라는 이유로 노벨 화학상을 에릭 베치그, 슈테판 헬과 공동 수상했다.